# Léa Sarfati
Léa Sarfati est une chanteuse lyrique française.

## Formation - récompenses
Elle a étudié le chant au Conservatoire de Paris avec Jorge Chaminé, Mirella Freni (obtention d'une bourse au mérite), puis a été pensionnaire du CNIPAL en 2007-2008. Elle est lauréate de plusieurs concours internationaux (Marmande, Marseille, UPMCF, prix ADAMI).

## Rôles
Elle s'est produite en soliste dans divers opéras et festivals : Opéra-Comique, Grand Théâtre du Luxembourg, Opéra de Rennes, Opéra de Marseille, Toulon, Amphithéâtre Bastille, festival de Menton, théâtre de Monaco, Philharmonie de Berlin, Konzerthaus, Saarbrucken (Allemagne), Opéra de Brasov (Roumanie), festival CIMA (Italie). Elle y a abordé des rôles tels que Leila, Mimi, Lauretta, Micaëla, La Voix Humaine, la petite Renarde rusée, Ciesca, Costanza ou Serpina. Choisie par Ève Ruggieri, elle a incarné le rôle de Mimi dans La Bohème de Puccini au festival Musiques au cœur de Nice. Par ailleurs, depuis 2007, elle est à l’affiche de Mélodrame dans un boudoir, un spectacle conçu et mis en scène pour elle par le metteur en scène Gregory Cauvin et déjà donné entre autres au théâtre national de Grasse, au festival de Menton, au festival C'est pas classique à Nice, ainsi qu’au Théâtre Tchekhov de Yalta.
En 2011, elle s'est produite notamment avec l'orchestre Schönberg dans la grande salle de la Philharmonie de Berlin pour la Symphonie nº 2 de Malher ; ainsi qu'avec l'Octuor de France au Théâtre impérial de Compiègne.

## Médias
Elle est régulièrement invitée sur France Musique ou Radio Classique lors d'émissions ou de festivals en récital avec piano ou avec son duo Lame Vocale (voix/vibraphone). L’émission c’est du classique mais c’est pas grave diffusée le 8 octobre 2011 sur France Inter lui était dédiée, avec la complicité du pianiste Jeff Cohen.